# Namazonurus lawrenci
Espèce
Synonymes
- Zonurus lawrenci FitzSimons, 1939
- Cordylus lawrenci (FitzSimons, 1939)

Statut de conservation UICN

 LC  : Préoccupation mineure
Statut CITES
Namazonurus lawrenci est une espèce de sauriens de la famille des Cordylidae.

## Répartition
Cette espèce est endémique du Cap-du-Nord en Afrique du Sud. Elle se rencontre dans le Richtersveld.

## Étymologie
Cette espèce est nommée en l'honneur de Reginald Frederick Lawrence.

## Publication originale
- Fitzsimons, 1939 : Descriptions of some new species and subspecies of lizards from South Africa. Annals of the Transvaal Museum, vol. 20, n. 1, p. 5-16.